# Réserve citoyenne de l'Éducation nationale
Pour les articles homonymes, voir Réserve citoyenne.
La Réserve citoyenne de l’Éducation nationale (RCEn) est un dispositif mis en place, en 2015, en France, dont l’objectif est d’organiser, promouvoir, réguler, valoriser l’engagement citoyen des forces vives de la société civile, personnes physiques ou morales, aux côtés des enseignants et des équipes éducatives, pour la transmission des valeurs de la République, dans le système éducatif français, public et privé sous contrat d'association avec l'État.
Elle s’inspire du fonctionnement de la réserve militaire en France, non pour sa part opérationnelle, mais pour sa part citoyenne, mise en place depuis 1999 par les Ministères de l’Intérieur et de la Défense :
- Réserve citoyenne Armée de Terre (RcAT), Réserve citoyenne Marine (RCM), Réserve citoyenne cyberdéfense (RCC),
- Réserve citoyenne Police nationale (RcPn), Réserve citoyenne Gendarmerie nationale (RcGn).

Elle s'intégre dans le dispositif de la réserve civique créé par la loi Egalité et Citoyenneté du 27 janvier 2017.

## Historique
L’accès aux établissements d’enseignement des intervenants extérieurs, souvent bénévoles, parfois défrayés : surveillance, animation, sorties scolaires, jumelages, échanges… se fait habituellement sur autorisation et sous responsabilité du chef d’établissement. De fait, l’école s’appuie depuis longtemps sur des partenariats avec des institutions, des collectivités, des réseaux associatifs, et d'autres (regroupements d')intervenants extérieurs.
Le nouveau dispositif vise à une réorganisation des modalités de fonctionnement des interventions de personnes extérieures à l’établissement. Il a donné lieu à une concertation avec divers organismes : l’ENA, la Ligue de l’enseignement, les CEMEA, les Francas, le Cnous-Crous, la Fédération nationale des Pompiers de France, la Conférence des présidents d’université (CPU), la Conférence des directeurs des écoles françaises d’ingénieurs (Cdefi), la MGEN, le Réseau Français des Villes Éducatrices (RFVE), l'Association des petites villes de France (APVF), l'Institut régional d'administration de Lyon
(IRA).
Le Sénat et l’Assemblée nationale ont mis en place des commissions, qui ont publié la teneur de leurs séances :
Le texte de référence, la circulaire no 2015-077, du 12 mai 2015, fixe les règles.

## Contexte
- Refondation de l'École, depuis 2012 :
  - Enseignement moral et civique [3],[4]
  - Redéfinition et élargissement de l'EADSI en ECSI, éducation à la citoyenneté et à la solidarité internationale.
- Attentats de janvier 2015 en France

## Fonctionnement
Dès la publication du décret, une information publique est ouverte, en particulier sur des sites publics (service-public.fr, eduscol.education.fr).
Un site dédié permet l’inscription individuelle, ce devrait être le guichet unique pour participer à toute intervention en milieu éducatif public (et privé conventionné). Le candidat établit sur le site une fiche de candidature vérifiée par les services de l'académique, qui informe le candidat de son agrément.
En fonction de ces textes, dans les établissements, le chef d’établissement doit relayer le dispositif, puis les enseignants peuvent faire une demande d’intervention auprès du chef d’établissement. Ils reçoivent une liste correspondant à leur demande, un enseignant échange avec le ou les réservistes les modalités d’intervention. L’intervention a lieu, puis le chef d’établissement fournit au référent académique une réponse, favorable ou non.
L'intervenant réserviste, bénévole, peut être indemnisé de ses frais de déplacement, si le budget est prévu.
Les champs d'intervention prévus sont les suivants :
- Actualité, médias et réseaux sociaux
- Arts et culture
- Droit
- Environnement et développement durable
- Histoire et mémoire
- International
- Numérique
- Relations avec le monde professionnel
- Santé et prévention des risques
- Valeurs de la République (liberté, laïcité, égalité, citoyenneté, non-discrimination,…)
- Autres

L'intervention doit se faire auprès d'un groupe d'élèves (classe, partie de classe, regroupement de (parties de) classes, niveau...), en présence d'un enseignant demandeur, co-intervenant, seul ou en équipe. Elle doit se dérouler sur le mode de la conférence-débat, de la table-ronde avec débat, de l'atelier, ou de toute autre modalité à inventer, en séance unique ou par séquence de séances.
Fin 2015, les interventions des « réservistes » n'ont pas réellement, commencé suscitant l'impatience ou la déception de certains volontaires.

## Projet: parrainage citoyen
L’État souhaite se donner les moyens de « mieux choisir ses partenaires associatifs, à travers la mise en place d’un label « valeurs républicaines » ». Toutes les initiatives doivent amener la création d’un dispositif de « parrainage citoyen », sur une initiative du Rhône, en direction non pas des candidats aux élections, mais des jeunes en difficulté, « pour surmonter les handicaps voire les discriminations dont ces jeunes peuvent faire l’objet du fait de leur origine ou de leur lieu de résidence. »
La circulaire du Ministère de l’Intérieur du 24 juillet 2015  reprend et précise la présentation qu’en a faite Manuel Valls le 17 avril 2015, avec l’indication d’une dotation de 100 millions d’euros sur trois ans, avec quarante actions, dont l'action 34 est la mise en place d'un « parrainage citoyen » (Dilcra).
Principe : un adulte volontaire, issu de la Réserve citoyenne parraine un jeune de 16 à 20 ans, en l’aidant :
- "à s'impliquer dans la vie citoyenne, sous différentes formes" (service civique, engagement associatif, bénévolat…) ;
- "dans ses démarches administratives, ses recherches de stage ou sa formation", et "son insertion professionnelle".

## Hors éducation
L’intervention des individus et associations dans d’autres milieux : hôpital, prison, maison de retraite, centre d’accueil de migrants, Centre de rétention administrative (CRA, Zone d'attente pour personnes en instance (ZAPI), relève de dispositifs équivalents et plus contraignants.